# Birkeland (Birkenes)
Birkeland ist eine Ortschaft in der norwegischen Kommune Birkenes in der Provinz (Fylke) Agder. Der Ort stellt das Verwaltungszentrum von Birkenes dar und hat 3050 Einwohner (Stand: 1. Januar 2024).

## Geografie
Birkeland ist ein sogenannter Tettsted, also eine Ansiedlung, die für statistische Zwecke als eine städtische Siedlung gewertet wird. Der Ort liegt rund 14 Kilometer nordwestlich der Hafenstadt Lillesand und ist von mehreren Seen umgeben. Im Westen liegen unter anderem das Flakksvannet und der Berse. Das Flakksvannet wird von der Tovdalselva durchflossen, die ihren Flusslauf im Nordwesten von Birkeland hat.

## Wirtschaft und Infrastruktur

### Verkehr
Durch Birkeland führt der Riksvei 41. Die Straße stellt Richtung Südwesten die Verbindung nach Kristiansand her. Die Anbindung an Lillesand im Südosten erfolgt durch den Fylkesvei 402. Zwischen 1896 und 1953 bestand die Lillesand–Flaksvandbanen. Die Bahnlinie wurde hauptsächlich zum Holztransport zwischen dem Flakksvannet und Lillesand genutzt. Birkeland hatte einen Bahnhof an der Strecke.

### Wirtschaft
Für die Wirtschaft des Ortes ist die Industrie von größerer Bedeutung. Ansässig sind vor allem Betriebe im Bereich der Produktion von Mineralprodukten und der Holzindustrie. Von etwas geringerer Bedeutung ist die Maschinenbauindustrie.